# Kwintus Cecyliusz Metellus Silan
Quintus Caecilius Metellus Creticus Silanus (ur. przed ok. 27 p.n.e., zm. po 16 n.e.) był członkiem wpływowego plebejskiego rodu rzymskiego Cecyliuszy, synem Gajusza Juniusza Sylana, konsula w 17 p.n.e., adoptowanym przez Kwintusa Cecyliusza Metellusa. 
W 7 n.e. sprawował urząd konsula wraz z Aulusem Liciniuszem Nervą Silanusem. Od 11 n.e. był legatem w randze propretora w Syrii. Królem Armenii był wówczas Wonones, kiedyś oddany przez ojca, króla Partów Fraatesa, jako zakładnik Augustowi. Ok. 8 roku n.e. wysunięty przez Rzymian jako pretendent do tronu Partii, Wonones przegrał rywalizację z  Artabanusem II, ale zdołał objąć tron Armenii. Rzymianie nie chcieli jednak ryzykować wojny z Artabanusem udzielając zbyt daleko idącej pomocy Wononesowi. Metellus Silanus, zarządzający wówczas Syrią, zwabił Wononesa do siebie i pozostawiając mu tytuł i pozwalając zachować przepych, otoczył strażą.  W 17 n.e. cesarz Tyberiusz chcąc stworzyć przeciwwagę dla wpływów Germanika udającego się na Wschód i wyposażonego przez senat w nadzwyczajne pełnomocnictwa odwołał Metella, mianując na jego miejsce namiestnikiem Syrii Pizona. Metellus, którego córka Junia była zaręczona z synem Germanika, Neronem nie cieszył się takim zaufaniem cesarza. Oprócz córki miał dwóch synów, Kretyka Juniusza Sylanai Kwintusa Cecyliusza Druzusa Libona. Imię syna sugeruje, że żona Metellusa Silana pochodziła z rodu Skryboniuszy.